# Christophe Prigent
Pour les articles homonymes, voir Prigent.
Christophe Prigent, né en 1956, est un kayakiste français de slalom.
Il est médaillé d'argent en kayak monoplace (K1) par équipe aux Championnats du monde 1985 à Augsbourg. Aux Championnats du monde 1987 à Bourg-Saint-Maurice, il est médaillé de bronze en K1 par équipe. 